# Neviglie
Neviglie (piemontesisch Nevije) ist eine Gemeinde in der italienischen Provinz Cuneo, Region Piemont.

## Lage und Einwohner
Neviglie liegt 83 Straßenkilometer nordöstlich von der Provinzhauptstadt Cuneo entfernt in der Weinregion Langhe. Das Gemeindegebiet umfasst eine Fläche von fast 8 km² und hat 358 Einwohner (Stand 31. Dezember 2023). Zur Gemeinde zählt auch die Fraktion (Frazionu) Castellero.
Die Nachbargemeinden sind Mango, Neive, Treiso und Trezzo Tinella.

### Bevölkerungsentwicklung

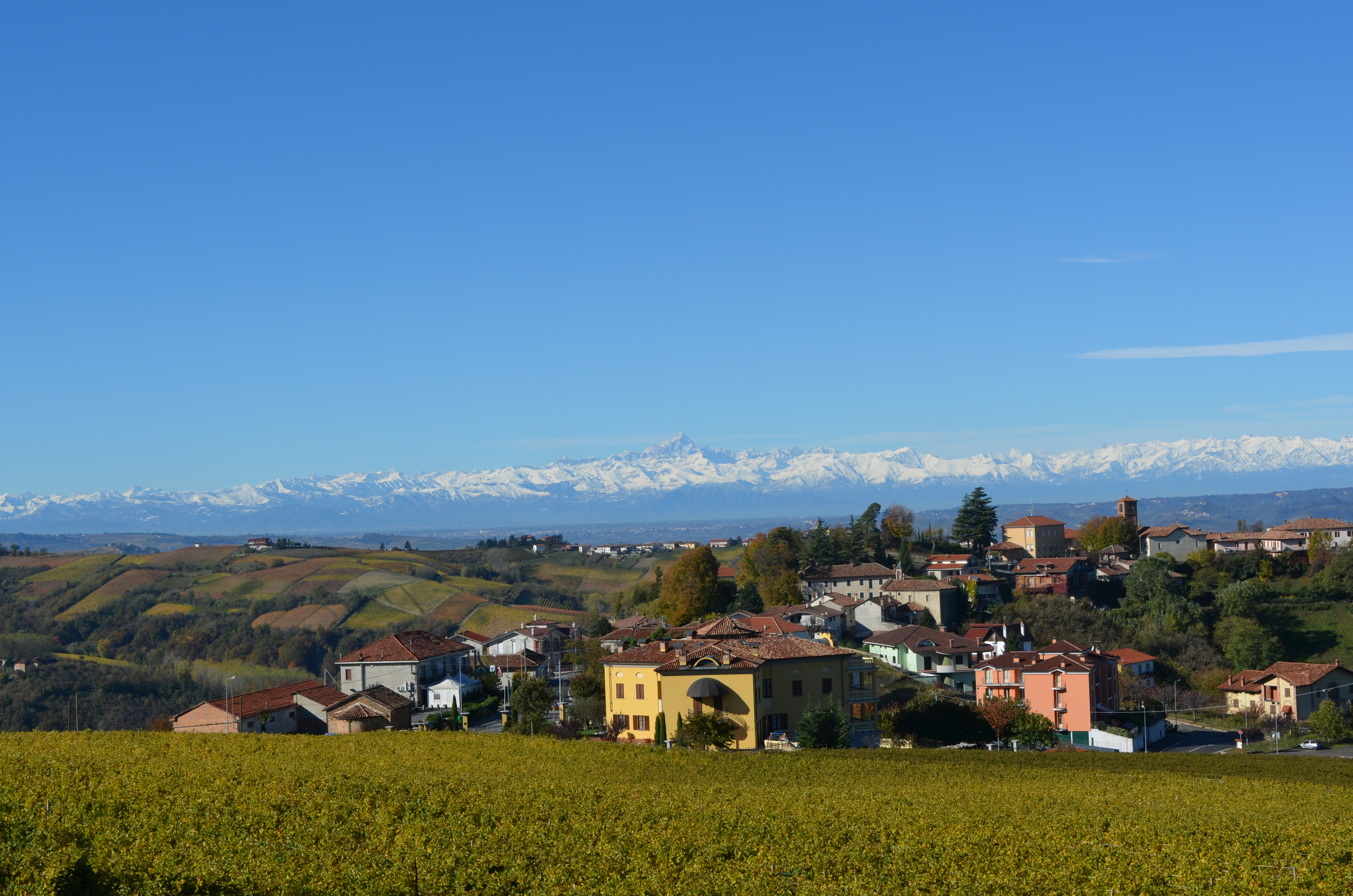
Panorama von Nevglie

## Geschichte
Neviglie hat eine lange mittelalterliche Geschichte, die bis vor das Jahr 1000 zurückreicht, als es zu den Gebieten gehörte, die der deutsche Kaiser Otto dem Marquis Aleramo zugewiesen hatte. Im Jahr 1142 teilten die Nachkommen von Aleramo das Land unter sich auf und Neviglie wurde in die Grafschaft Loreto eingegliedert. Eine Grafschaft, die 1192 an Manfredo di Lancia, Sohn von Guglielmo, Markgraf von Busca, überging. Die Politik der Markgrafen von Busca bestand darin, ihren Besitz in viele kleine Familienlehen aufzuteilen, was Steuern und Verwaltung erforderte. Neviglie geriet somit unter die Kontrolle der Familien De Revello und Montaldo Scarampi.
Im Mittelpunkt der Streitigkeiten zwischen Alba und Asti stand die Aufnahme der Einwohner von Neviglie in die Reihen der Bürger von Alba, die nach der Niederlage von Alba im Jahr 1275 unter die Herrschaft von Asti gelangten. Als die Visconti im 15. Jahrhundert Herren von Asti wurden, gehörte das Dorf zu den Mitgiften, die Gian Galeazzo Visconti für seine Töchter Violante und Valentina vorbereitete. Doch die Macht der kleinen Feudalherren über das Dorf blieb aufgrund von Machtstreitigkeiten zwischen den Viscontis und den Herzögen von Monferrato unangetastet.
Nachdem Andrea Busca 1449 Neviglie von den Guttuari gekauft hatte, übertrug er seinem Sohn Giovanni Gaspare die Herrschaft als Graf. Er wurde zum mächtigsten Feudalherrn der Region und weitete seinen Einfluss auf die angrenzenden Gemeinden Neive, Trezzo, Mango und Cossano aus. Er war der Auftraggeber des Macrino-Altars, der heute die Pfarrkirche San Giorgio schmückt.
Giovanni Gaspare gelang es, uneingeschränkte Macht über seine Herrschaftsgebiete zu erlangen und diese zu erblichen Besitztümern zu machen. Im Jahr 1631 überließen die Buscas nach fast zwei Jahrhunderten Herrschaft ihre Rechte an Neviglie den Herzögen von Savoyen.

## Kulinarische Spezialitäten
In Neviglie werden Reben für den Dolcetto d’Alba, einen Rotwein mit DOC Status angebaut. Die Beeren der Rebsorten Spätburgunder und/oder Chardonnay dürfen zum Schaumwein Alta Langa verarbeitet werden. Die Muskateller-Rebe für den Asti Spumante, einen süßen DOCG-Schaumwein mit geringem Alkoholgehalt sowie für den Stillwein Moscato d’Asti wird hier ebenfalls angebaut.